# Собкин Борис Львович
Борис Львович Собкин (нар. 18 серпня 1949 року) — тренер російського тенісиста Михайла Южного (з 1993 року). Заслужений тренер Росії член Залу російської тенісної слави з 2011 року.

## Біографія
Собкин - доктор технічних наук, колишній професор МАІ ( факультет радіоелектроніки літальних апаратів, кафедра радіоелектроніка). Є автором і співавтором кількох книг («Автоматизація проектування аналого-цифрових приладів на мікропроцесорах», «Персональні ЕОМ і їх застосування в навчальному процесі», «Основи проектування бортових обчислювальних систем» і ін.)
Тенісом почав займатися тільки в 25 років.
Борис Львович тренував свого сина в школі «Спартака» на Ширяєва поле, де також тренувалися брати Южні. Поступово вони прийшли до думки, що має сенс попрацювати разом.
Андрій Южний, брат Михайла, був спарринг-партнером молодшого брата і помічником Бориса Собкина.